# Halo (Amorphis)
Halo è il quattordicesimo album in studio della gruppo musicale heavy metal finlandese Amorphis, pubblicato l'11 febbraio 2022 dalla Atomic Fire Records. 

## Tracce
1. Northwards - 05:30
2. On the Dark Waters - 04:47
3. The Moon - 05:57
4. Windmane - 04:49
5. A New Land - 04:36
6. When the Gods Came - 04:56
7. Seven Roads Come Together - 05:38
8. War - 05:24
9. Halo - 04:40
10. The Wolf - 04:46
11. My Name Is Night - 04:43

## Formazione
- Tomi Joutsen – voce
- Esa Holopainen – chitarra solista
- Tomi Koivusaari – chitarra ritmica
- Olli-Pekka Laine – basso
- Santeri Kallio – tastiere
- Jan Rechberger – batteria, tastiere